# Tripteroides coheni
Tripteroides coheni är en tvåvingeart som beskrevs av John Nicholas Belkin 1950. Tripteroides coheni ingår i släktet Tripteroides och familjen stickmyggor. Inga underarter finns listade i Catalogue of Life.